# Celosia
Celosia een geslacht uit de amarantenfamilie (Amaranthaceae).
Celosia caracas is een tropische plant, die in Nederland zomers in potten in de woonkamer, op het balkon of het terras te houden is, mits hij voldoende water en voedingstoffen krijgt. De kluit mag niet uitdrogen. Op beschutte maar zonnige plaatsen is de plant ook in een perk in de tuin te houden en zal deze hele zomer bloeien.
De plant heeft opvallende dieppaars-rode pluimen, kan zo'n 35-40 cm hoog worden en is daardoor heel decoratief.
Celosia komt voor in tropische gedeelten van Afrika, Azië, Centraal-Amerika en Zuid-Amerika.

## Soorten
- Celosia angustifolia Schinz
- Celosia anthelminthica Asch.
- Celosia argentea L.
- Celosia bakeri C.C.Towns.
- Celosia baronii Cavaco
- Celosia benguellensis C.C.Towns.
- Celosia bonnivairii Schinz
- Celosia brasiliensis Moq.
- Celosia brevispicata C.C.Towns.
- Celosia chenopodiifolia Baker
- Celosia chiapensis Brandegee
- Celosia corymbifera Didr.
- Celosia elegantissima Hauman
- Celosia expansifila C.C.Towns.
- Celosia fadenorum C.C.Towns.
- Celosia floribunda A.Gray
- Celosia globosa Schinz
- Celosia grandifolia Moq.
- Celosia hastata Lopr.
- Celosia humbertiana Cavaco
- Celosia isertii C.C.Towns.
- Celosia leptostachya Benth.
- Celosia loandensis Baker
- Celosia longifolia Mart.
- Celosia moquinii Guill. ex Moq.
- Celosia nervosa C.C.Towns.
- Celosia nitida Vahl
- Celosia orcuttii Greenm.
- Celosia palmeri S.Watson
- Celosia pandurata Baker
- Celosia patentiloba C.C.Towns.
- Celosia persicaria Schinz
- Celosia polygonoides Retz.
- Celosia polystachya (Forssk.) C.C.Towns.
- Celosia pseudovirgata Schinz
- Celosia pulchella Moq.
- Celosia richardsiae C.C.Towns.
- Celosia salicifolia Lopr.
- Celosia schweinfurthiana Schinz
- Celosia staticodes Hiern
- Celosia stuhlmanniana Schinz
- Celosia taitoensis Hayata
- Celosia trigyna L.
- Celosia triuncinella Schinz
- Celosia vanderystii Schinz
- Celosia virgata Jacq.